# 汪懋琨
汪懋琨，山東省濟南府歷城縣（山东济南）人，清朝政治人物、同進士出身。
光緒十二年，登進士，同年五月，著交吏部掣签，分发各省以知县即用。1900年，接替戴运寅任上海县知县一职，1901年由刘定荣代理，其兼任江苏补用道员，升为正三品。